# Olympische Jugend-Winterspiele 2020/Teilnehmer (Israel)
| Gelbes Symbol für Goldmedaillen mit stilisierten Olympischen Ringen | Graues Symbol für Silbermedaillen mit stilisierten Olympischen Ringen | Braundes Symbol für Bronzemedaillen mit stilisierten Olympischen Ringen |
| ------------------------------------------------------------------- | --------------------------------------------------------------------- | ----------------------------------------------------------------------- |
| —                                                                   | 1                                                                     | 1                                                                       |

Israel nahm an den Olympischen Jugend-Winterspielen 2020 in Lausanne mit drei Athleten (ein Junge, zwei Mädchen) in drei Sportarten teil.

## Medaillen

### Medaillenspiegel
| Rang   | Sportart  | Gold | Silber | Bronze | Gesamt |
| ------ | --------- | ---- | ------ | ------ | ------ |
| 1      | Ski Alpin | —    | 1      | 1      | 2      |
| Gesamt | Gesamt    | 0    | 1      | 1      | 2      |

### Medaillengewinner
| Name/n      | Sportart  | Wettkampf          |
| ----------- | --------- | ------------------ |
| Silber      |           |                    |
| Noa Szőllős | Ski Alpin | Alpine Kombination |
| Bronze      |           |                    |
| Noa Szőllős | Ski Alpin | Super-G            |

## Teilnehmer nach Sportarten

### Eiskunstlauf
| Athleten         | Wettbewerbe | Kurzprogramm | Kurzprogramm | Kür    | Kür  | Gesamt | Gesamt |
| Athleten         | Wettbewerbe | Punkte       | Rang         | Punkte | Rang | Punkte | Rang   |
| ---------------- | ----------- | ------------ | ------------ | ------ | ---- | ------ | ------ |
| Jungen           |             |              |              |        |      |        |        |
| Nikita Kovalenko | Einzel      | 44,71        | 15           | 87,41  | 15   | 132,12 | 15     |

### Freestyle-Skiing
| Athleten                                                                                          | Wettbewerbe                        | Vorrunde | Viertelfinale | Halbfinale    | Finale        | Rang |
| Athleten                                                                                          | Wettbewerbe                        | Rang     | Rang          | Rang          | Rang          | Rang |
| ------------------------------------------------------------------------------------------------- | ---------------------------------- | -------- | ------------- | ------------- | ------------- | ---- |
| Mädchen                                                                                           |                                    |          |               |               |               |      |
| Maria Shcherbakovskaya                                                                            | Skicross                           | 9        | –             | ausgeschieden | ausgeschieden | 17   |
| Mixed                                                                                             |                                    |          |               |               |               |      |
| Mixed Team 3 Jekaterina Loktewa-Sagorskaja Maria Shcherbakovskaya Noa Coutton-Jean Artjom Baschin | Ski-/Snowboardcross Teamwettbewerb | –        | 1             | 2             | 4             | 4    |

### Ski Alpin
| Athleten    | Wettbewerbe  | 1. Lauf | 1. Lauf | 2. Lauf | 2. Lauf | Gesamt      | Gesamt |
| Athleten    | Wettbewerbe  | Zeit    | Rang    | Zeit    | Rang    | Zeit        | Rang   |
| ----------- | ------------ | ------- | ------- | ------- | ------- | ----------- | ------ |
| Mädchen     |              |         |         |         |         |             |        |
| Noa Szőllős | Riesenslalom | DNF     | DNF     | DNF     | DNF     | DNF         | DNF    |
| Noa Szőllős | Slalom       | DNF     | DNF     | DNF     | DNF     | DNF         | DNF    |
| Noa Szőllős | Super-G      | –       | –       | –       | –       | 56,36 s     | Bronze |
| Noa Szőllős | Kombination  | 56,36 s | 3       | 38,33 s | 10      | 1:34,69 min | Silber |